# Gilbert Bouchard
Gilbert Bouchard (Lyon, 29 maart 1957) is een Frans stripauteur. 

## Carrière
Bouchard behaalde begin jaren tachtig van de 20e eeuw zijn masterstitel in geschiedenis. In 1981 en 1982 publiceerde Glénat zijn eerste twee stripboeken. Er volgden er meer, met geschiedenis als onderwerp. In 1994 gaf hij in eigen beheer een humoristische strip uit (T'as pas cent balles?), waarna hij als scenarioschrijver in dienst kwam bij het stripblad Robbedoes. Vanaf 1999 werkte Bouchard ook voor Le journal de Mickey. Vanaf 2000 had hij zijn eigen reeks over regionale geschiedenis die door Glénat werd uitgegeven en door hem zelf werd geschreven en getekend, zoals L'Histoire de l'Isère en BD (2000-2006) en L'histoire de Lyon en BD (2005-2007).
In 2009 maakte Bouchard de illustraties voor het album Lugdunum - Lyon in de educatieve reeks De reizen van Alex, dat niet naar het Nederlands werd vertaald. In 2011 volgde het album Vienna over Wenen.